# Street Fighter: Sakura Ganbaru!
Street Fighter: Sakura Ganbaru! (さくら がんばる!, Sakura Ganbaru!) est une série de manga écrite et illustrée par Masahiko Nakahira,. La version japonaise est publiée par Shinseisha (ja) en 1997 et la version anglaise est publiée par Udon Entertainment (en) en 2007,. L'histoire est centrée sur le personnage de Sakura Kasugano, une lycéenne japonaise qui est passionnée par le combat de rue. Sakura est entraînée par Dan Hibiki, ils partiront ensemble à l'aventure afin de retrouver Ryu. Le manga introduit un nouveau personnage du nom de Karin Kanzuki, où elle apparaît ensuite dans Street Fighter Alpha 3 en tant que personnage jouable ainsi que dans Street Fighter V.